# Битка код Дервенакије
Битка код Дервенакије (Грчки:Μάχη Δερβενάκιων-Махи Дервенакион) била је одлучујућа победа грчких устаника под водством Теодориса Колокотрониса, над бројчано већим и боље опремљеним снагама Махмуд Драмали паше. Битка се одиграла у узаном пролазу код Дервенакије где је Теодорис Колокотронис са грчким устаницима извршио изненадни напад на конвој снага Махмуд Драмали паше. Сам избор Колокотрониса да нападне Османске снаге у овој клисури допринео је победи, јер су грчке снаге биле бројчано надјачане један према десет. У бици је погинуло око 3000 Отоманских војника.

## У популарној култури
Битка је екранизована у грчком филму из 1971. Папафлесас.

## Галерија
- Теодорис Колокотронис
- Махмуд Драмали паша
- Мапа битке код Дервенакије
- Униформа Теодориса Колокотрониса
- Dervenakia 1822
- Грчки војник